# Eliminatórias para o Campeonato Africano das Nações de 2021 – Rodada preliminar
A rodada preliminar das Eliminatórias para o Campeonato Africano das Nações de 2021 definiu as 4 equipes que avançam para a fase de grupos do torneio de qualificação. Participaram oito seleções: Libéria, Maurícia, Gâmbia, Sudão do Sul, Chade, São Tomé e Príncipe, Seychelles e Djibuti.
As 8 equipes foram divididas em quatro disputas no formato de ida e volta, com os jogos tendo sido entre 7 e 15 de outubro de 2019. Os quatro vencedores avançaram para a fase de grupos, juntando-se às 44 seleções restantes que entraram diretamente.

## Partidas
| Equipe 1     | Total       | Equipe 2            | 1.º jogo | 2.º jogo |
| ------------ | ----------- | ------------------- | -------- | -------- |
| Libéria      | 1–1 (4–5 p) | Chade               | 1–0      | 0–1      |
| Sudão do Sul | 3–1         | Seicheles           | 2–1      | 1–0      |
| Maurícia     | 2–5         | São Tomé e Príncipe | 1–3      | 1–2      |
| Djibouti     | 2–2 (2–3 p) | Gâmbia              | 1–1      | 1–1      |

| 9 de outubro de 2019 | Libéria     | 1–0 | Chade |  |
| 16:00 (UTC+0)        | Sherman 43' |     |       |  |

| 13 de outubro de 2019 | Chade          | 1–0 | Libéria |  |
| 14:00 (UTC+1)         | N'Douassel 54' |     |         |  |

|                                                                       |       | Penalidades                            |  |
| Convertido · Convertido · Erro · Convertido · Convertido · Convertido | 5 – 4 | Nimely Saygbe Njie Sherman Dorley Swen |  |

O vencedor avança para o grupo A.
| 9 de outubro de 2019 | Sudão do Sul        | 2 – 1 | Seicheles   |  |
| 16:00 (UTC+3)        | Thok 20' · Kuch 44' |       | Hoareau 12' |  |

| 13 de outubro de 2019 | Seicheles | 0 – 1 | Sudão do Sul |  |
| 16:00 (UTC+4)         |           |       | Kuch 72'     |  |

O vencedor avança para o grupo B.
| 9 de outubro de 2019 | Maurícia      | 1 – 3 | São Tomé e Príncipe       |  |
| 17:00 (UTC+4)        | Perticots 40' |       | Leal 45', 60' · Silva 65' |  |

| 13 de outubro de 2019 | São Tomé e Príncipe     | 2 – 1 | Maurícia          |  |
| 16:00 (UTC+0)         | Barbeiro 11' · Leal 27' |       | Nazira 45' (pen.) |  |

O vencedor avança para o grupo C.
| 9 de outubro de 2019 | Djibouti      | 1 – 1 | Gâmbia     |  |
| 19:00 (UTC+3)        | Mbye 59' (GC) |       | Sanneh 90' |  |

| 13 de outubro de 2019 | Gâmbia       | 1 – 1 | Djibouti           |  |
| 16:00 (UTC+0)         | Jallow 45+3' |       | Mahabeh 10' (pen.) |  |

|                                           |       | Penalidades |  |
| *Barrow - Colley - Ceesay - Ngum - Jallow | 3 – 2 | *           |  |

O vencedor avança para o grupo D.